# 10 Navy
Le 10, Navy Court est un gratte-ciel de logement de 123 mètres de hauteur construit à Toronto en 2005 dans le nouveau quartier de City Place. 
Il fait partie du complexe Harbourview Estates qui comprend un total de 5 bâtiments dont le 5 Mariner et le 35 Mariner. L'immeuble est d'ailleurs aussi appelé 'Harbourview Estates I'. 
Il comprend 416 appartements desservis par 4 ascenseurs.
Le bâtiment a été conçu par l'agence d'architecture Hellmuth, Obata & Kassabaum (HOK).